# 董振
董振（1426年—？），字廷顯，直隸大名府元城縣人，明朝政治人物。進士出身。

## 生平
順天府鄉試第一百二十三名。天順元年（1457年）丁丑科會試第一百七十一名，殿試登進士第三甲第一百六十三名。

## 家族
曾祖董聚。祖父董昇，曾任許州知州。父亲董綱。